# Élan Club de Mitsoudjé
Maillots
L'Élan Club de Mitsoudjé (en arabe : نادي ايلان ميتسوجي), plus couramment abrégé en Élan Club, est un club comorien de football fondé en 1962 et basé à Mitsoudjé, sur l'île de Grande Comore.

## Palmarès et bilan

### Palmarès
| Compétitions nationales | Compétitions régionales                                                                    | Compétitions mineures |
| --- | ------------------------------------------------------------------------------------------ | --- |
| - Championnat des Comores (4) : - Champion : 1994-95, 1995-96, 2003-04 et 2010. - Coupe des Comores (1) : - Vainqueur : 2004-05. - Finaliste : 2019. - Supercoupe des Comores (1) : - Vainqueur : 2011. | - Championnat de Grande Comore (5) : - Champion : 1994-95, 1995-96, 2003-04, 2006 et 2010. | - Tournoi inter-régional de Mayotte : - Vainqueur : 2005. - Coupe de l'Union des clubs de Moroni : - Vainqueur : 2005. - Coupe ASCOMASA (Association Comorienne Marseille Salimani) : - Vainqueur : 2004 - Coupe des Arbitres : - Vainqueur : 2005 - Coupe RIBATU/Union des clubs : - Vainqueur : 2009 |

Ancien logo

### Matchs du club en compétitions internationales
| Année | Compétition                   | Tour              | Pays                   | Club                       | Résultat         |
| ----- | ----------------------------- | ----------------- | ---------------------- | -------------------------- | ---------------- |
| 2006  | Coupe de la confédération     | Tour préliminaire | Drapeau de la Tanzanie | Clube Ferroviário da Beira | 1-2 (E)          |
| 2011  | Ligue des champions de la CAF | Tour préliminaire | Drapeau de la Tanzanie | Simba SC                   | 0-0 (D), 2-4 (E) |

D : domicile, E : extérieur